# Lasionycta discolor
Lasionycta discolor är en fjärilsart som beskrevs av Smith 1899. Lasionycta discolor ingår i släktet Lasionycta och familjen nattflyn. Inga underarter finns listade i Catalogue of Life.

## Bildgalleri

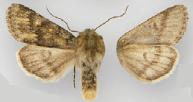